# 풀이 불탄다

『풀이 불탄다』(일본어: 草燃える くさもえる[*])는 1979년 1월 7일부터 12월 23일까지 NHK가 방영한 17번째 대하드라마이다. 총 51부로 원작은 나가이 미치코이며 각본은 나카지마 타케히로이다.

## 개요
나가이 미치코의 소설 "호조 마사코", "한칸", "츠와 모노 노 테츠"및 기타 작품을 기반으로 하고 있는 겐지 가마쿠라 막부의 설립을 중심으로 한 토고쿠 사무라이 그룹의 흥망을 묘사하였다. Genpei에 대한 원래 이야기와 비교할 때 이야기는 주로 Heike와 Yoshitsune Genji에 관한 것이었다. 이 단체의 움직임에 중점을두고 역사의 견해는 "겐지의 깃발은 토 고쿠 사무라이의 깃발이기도 했다"는 견해에서 비롯되었다. 헤이 케의 죽음과 요시츠네의 죽음 이후, 요리토모는 정복자 장군으로 임명되었고 타락한 말의 사망, 2 세대 요리 가족과 3 세대 실황 사건, 호조 가족의 호조 가족 압류 과정에서 이 작품은 검을 포함하여 조심스럽게 그려지고 전쟁이 끝날 때까지 타이가 드라마에서 유일하게 이루어졌다. 세이코의 반란은 원래의 "호조 마사코"가 반란 직전에 끝났고 드라마는 마지막 에피소드의 한 에피소드만으로 그려졌다.
나가이 미치코(Michiko Nagai)는 나카지마 타케히로 (Takehiro Nakajima)에게“코미디와 함께하고 싶다”고 주문했다. 또한 주인공 인 요리토모의 상반기 중간에 사망했고, 호사 마사코가 주도적인 역할을 하게 되었다. 그러나 상반기에는 Masako에 중점을 두었다. 또한, 요리토모를 연기 한 이시자카 코지 (Koji Ishizaka)는 타이가 드라마의 3 번째 주연을 맡았다. 이시자카(Ishizaka)는 타이가(Taiga) 드라마에서 세번 (현재 목록에 있는 유일한 사람)의 주연을 맡은 첫 번째 배우이며, 니시다 토시유키(Tishyuki Nishida)와 함께 타이가 드라마 역사상 가장 많은 주연을 차지하고 있다

## 특이 사항
현대 말과 현대 어조가 대화에서 자주 사용되었고 시청자들로부터 큰 반응을 얻게 되었다. 나중에 타이가 드라마에서 현대 언어 작업은 점차 증가하였다). 반면에 사람들의 이름을 부를 때는 가능한 한 휘 대신에 일반적인 이름과 관위라는 공식 직책을 사용하며 휘가 매우 전무한 당시의 관습을 반영하고 있다. 단노우라 전투 장면에서 많은 수중 사진을 입은 12명의 여성 다이버들이 실제로 있는 수중 장면이 많은 관심을 끌기도 하였다.
제작 측면에서 이야기는 그룹 플레이로서의 실사를 추구하였다. 연극에서 주인공의 죽음 장면조차 과도한 감정적인 생산으로 거의 그려지지 않으며 종종 남은 인간의 청각 및 보고와 같은 회상 장면에서 단편적인 이미지를 사용하여 이야기되었다.
순진하고 잘 교육받은 청소년인 호조 요시토키 (마쓰다이라 켄 分)는 요리토모가 사망 한 후 막부의 격렬한 정치적 갈등을 극복하면서 점차적으로 변화하였다. 어린 날과 완전히 다른 성격을 가진 상태를 무자비하게 제거하고 죽이는 냉전 한 인물로 묘사하는 것과 같은 정치적 음모 행위에 대한 많은 이야기가 존재한다. 권위를 가진 사람들에 의한 찬양과 남성적인 색의 삽화도 삽입되었다.
최대 청중 등급은 34.7 % 이고, 평균 청중 등급은 26.3 %이다.
| NHK 대하드라마                     | NHK 대하드라마                   | NHK 대하드라마                     |
| 이전 작품                          | 작품명                           | 다음 작품                          |
| ---------------------------------- | -------------------------------- | ---------------------------------- |
| 황금의 나날 (黄金の日日)〔1978년〕 | 풀이 불탄다 (草燃える)〔1979년〕 | 사자의 시대 (獅子の時代)〔1980년〕 |